# Municipio de San Francisco de los Romo
El municipio de San Francisco de los Romo es uno de los municipios de más reciente creación del estado mexicano de Aguascalientes. Su cabecera municipal es la ciudad de San Francisco de los Romo. Forma parte de la Zona Metropolitana de Aguascalientes.

## Historia
Las tierras donde se ubica actualmente la capital del municipio durante 133 años fueron propiedad de la Hacienda de San Blas de Pabellón, ya que por las deudas que se tenía del hacendado al gobierno federal y a los trabajadores de la misma hacienda, se vendió la región de San José de Buenavista o Bajío de la Cruz. 
Quienes compraron los terrenos fueron  Sr. José Manuel Romo de Vivar fundador del Rancho San José, su progenitor Francisco I. Romo de Vivar, quien crea el Rancho San Francisco y que años después formaría parte para la creación del ahora Municipio de San Francisco de los Romo, Cesáreo Lozano, creador del Rancho Noria de la Trinidad, este evento ocurre el 24 de diciembre de 1829. 
Pará los años de 1860 San Francisco empieza a poblarse, trayendo consigo la construcción de la primera capilla en el año de 1877, que se ubicó en la esquina de las calles Francisco Romo de Vivar Nte. y Vicente Gerrero Pte.
San Francisco de los Romo no sólo contó con estas haciendas, paulatinamente la región fue creciendo y con ello las Haciendas y Ranchos importantes las cuales destacan:
- Rancho San Francisco
- Hacienda San José de Buenavista
- Hacienda La Trinidad
- Hacienda La Concepción
- Hacienda La Guayana
- Hacienda del Puertecito de la Virgen
- Hacienda de la Unión
- Hacienda de Loretito

Al pasar el tipo la región comenzó a pertenecer a la geografía del Municipio de Aguascalientes, del cual se desprende posteriormente el día 30 de enero de 1992 para convertirse en municipio autónomo por decreto de la cámara de diputados local, iniciativa convocada por el entonces Gobernador del Estados Ing. Otto Granados Roldan.
Gracias al tesón, empuje y características propias se comenzaron a dar nuevas alternativas de crecimiento a la región. La cercanía con la capital del estado genera un flujo importante de personas gracias al establecimiento de algunos parques industriales de gran importancia.

## Geografía
San Francisco de los Romo se encuentra en la parte central del Estado de Aguascalientes, a unos 20 km al norte de la capital de estado. 

### Carreteras principales
- Carretera Federal 45
- Carretera Federal 71

### Municipios adyacentes
- Municipio de Pabellón de Arteaga – norte
- Municipio de Asientos – noreste
- Municipio de Aguascalientes – sur
- Municipio de Jesús María – oeste

## Localidades
El municipio de San Francisco de los Romo, en 2020, su población llegó a 61,997 habitantes, siendo parte de la zona metropolitana de Aguascalientes, y juntas convirtiéndola en la decimotercera zona metropolitana más grande de México.
| Código INEGI      | Localidad                 | Población (2020) |
| ----------------- | ------------------------- | ---------------- |
| 010110001         | San Francisco de los Romo | 18 799           |
| 010110138         | La Ribera                 | 12 162           |
| 010110052         | Paseos de la Providencia  | 5 543            |
| 010110128         | Ex-Viñedos Guadalupe      | 3 744            |
| 010110019         | Urbivilla del Vergel      | 3 346            |
| 010110011         | Macario J. Gómez          | 2 602            |
| 010110053         | Puertecito de la Virgen   | 2 353            |
| 010110146         | Sendero de los Quetzales  | 2 242            |
| 010110021         | La Escondida              | 1 663            |
| 010110012         | La Concepción             | 1 500            |
| 010110042         | Loretito                  | 1 212            |
| 010110129         | Valle de Aguascalientes   | 1 089            |
| Otras localidades | Otras localidades         | 5 743            |
| Total municipal   | Total municipal           | 61 997           |

## Economía
El municipio es pequeño y se encuentra localizado en el centro del Valle de Aguascalientes , por lo que no tiene rasgos orográficos importantes. Sin embargo, sus terrenos son propicios para la siembra y ganadería. A partir de la década de 1960 dio inicio en San Francisco de los Romo la venta de carne de cerdo (carnitas) que ha dado fama a la localidad en toda la región, al grado que la ciudad ha obtenido el sobrenombre de San Pancho de las Carnitas o La capital Mundial de las Carnitas' '.[cita requerida]
El municipio se ha convertido en una zona industrial al servicio de la ciudad de Aguascalientes, contando con una central camionera en Viñedos River, con destinos diversos a toda la república Mexicana y Estados Unidos, así como un agropecuario (central de abastos) y tres parques industriales: el Parque Industrial del Valle de Aguascalientes (PIVA), el Parque Industrial de San Francisco y el más nuevo parque del Municipio, San Francisco IV. Estos albergan naves industriales, maquiladoras, empresas de autopartes, accesorios, construcción, almacenes y empresas de servicios,. 
También es un municipio o ciudad alterna a Aguascalientes, donde el costo de vida es más barato, y hay desarrollos inmobiliarios de casas de interés social principalmente, donde reside buena parte de la clase trabajadora, con trabajos en los parques industriales o en la ciudad de Aguascalientes, además cuenta con dos estadios de béisbol con capacidad de más de 5000 personas cada uno

## Política

### Presidentes municipales
| Presidente municipal | Presidente municipal                | Periodo     | Partido | Elección |
| -------------------- | ----------------------------------- | ----------- | ------- | -------- |
|                      | Francisco Javier Martínez Hernández | 1993 – 1995 |         | 1992     |
|                      | Juan Antonio Reyes Castañeda        | 1996 – 1998 |         | 1995     |
|                      | Elías Sandoval Ramírez              | 1999 – 2001 |         | 1998     |
|                      | Refugio Lara Martínez               | 2002 – 2004 |         | 2001     |
|                      | Raúl Ramírez Franco                 | 2005 – 2007 |         | 2004     |
|                      | Efraín Castillo Valadez             | 2008 – 2010 |         | 2007     |
|                      | Francisco Javier Guel Sosa          | 2011 – 2013 |         | 2010     |
|                      | Margarita Gallegos Soto             | 2014 – 2016 |         | 2013     |
|                      | Irais Martínez de la Cruz           | 2017 – 2019 |         | 2016     |
|                      | Juan José Losoya Ponce              | 2019 – 2021 |         | 2019     |
|                      | Margarita Gallegos Soto             | 2021 – 2024 |         | 2021     |